# Аркічембало

Копія аркічембало

Аркічембало (італ. archicembalo) — старовинний клавішний струнно-щипковий інструмент, спроєктований та сконструйований італійським композитором та теоретиком музики Ніколою Вічентіно близько 1555 задля ілюстрування та доведення своїх музично-теоретичних викладок, опублікованих ним у трактаті Старовинна музика зведена до сучасної практики (L'antica Musica ridotta alla Moderna Prattica) (1555).
Хоча Аркічембало й не міг бути зробленим відповідно до давніх інструментів, його назва, через префікс archi- (укр. архі-), збігаючись із найменуваннями інших інструментів, що були у вжитку в XVI та XVII століттях (як ліра арківіолата,аркіцитра, аркілютня), вказує на певну його окремішність та довершеність. Ця довершеність, у порівнянні з клавесином, полягає у більших виразних можливостях аркічембало: як у зв'язку з чутливістю настройки, так і з великою адекватністю інструмента у відтворенні античної музики.

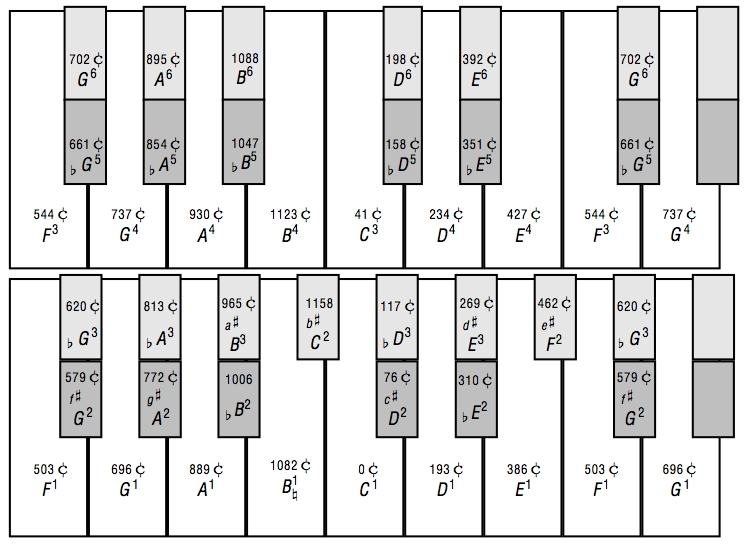
Діаграма настроювання аркічембало у сотих.

Це клавесин обладнаний двома по-різному настроєними клавіатурами; настройка здійснювалась таким чином, щоб була змога відтворювати всі можливі звуки згідно з трьома родами або нахилами (génē) давньогрецької музики: діатонічним, хроматичним та енгармонічним. В октаві передбачалося 36 клавіш (19 на верхній і 17 а нижній клавіатурах), в яких дієзи відрізнялись від бемолів; використовувалась так звана перша акордатура (prima accordatura, настройка), що складалась з тридцяти одного звуку в октаві; п'ять окремих клавіш верхньої клавіатури настроювалися в унісон з клавішами нижньої клавіатури.
На сьогодні не існує жодного оригінального екземпляра цього інструмента. Його реконструкція базується на описах та малюнках Ніколи Вічентіно, опублікованих у його знакомитому трактаті. 